# Hotu Matuʻa
Hotu Matu'a theo truyền thuyết là người định cư đầu tiên và là ariki mau ("thủ lĩnh tối cao" hay "vua") của đảo Phục Sinh. Hotu Matu'a và nhóm người đi cùng ông trên hai chiếc xuồng (hay một chiếc xuồng hai đáy) là những người Polynesia từ vùng đất huyền thoại Hiva (có lẽ là quần đảo Marquesas). Họ đã đổ bộ vào vùng bãi biển Anakena và đã tỏa ra sinh sống trên khắp đảo này, con cháu của họ đã phân chia thành các thị tộc, và họ đều nhận mình là hậu duệ của các con trai ông. Nhiều thế hệ đã sống trên 1.000 năm tại vùng đảo quê hương của họ trong sự cô lập với thế giới bên ngoài tại rìa phía nam của tam giác Polynesia.

## Lịch sử
Những người Polynesia đầu tiên tới Rapa Nui (sau này đổi tên thành đảo Phục Sinh) trong giai đoạn khoảng từ năm 300 tới năm 800. Đây là yếu tố chung trong những câu truyện kể truyền miệng rút ra được từ các truyền thuyết của người dân trên đảo. Các phân tích ngôn ngữ, DNA, phấn hoa tất cả đều chỏ tới sự định cư đầu tiên của người Polynesia đã diễn ra vào khoảng thời gian đó, nhưng những chi tiết khác lại không thể kiểm chứng. Trong khoảng thời gian này người Polynesia đã xâm chiếm các hòn đảo xuyên qua những khoảng cách rộng mênh mông của Thái Bình Dương. Hotu Matu'a đã dẫn nhóm người của ông từ Hiva; phân tích ngôn ngữ so sánh tiếng Rapanui với các ngôn ngữ Polynesia khác gợi ý rằng vùng đất đó là quần đảo Marquesas.

## Truyền thuyết
Người ta kể rằng Hau-Maka có một giấc mơ trong đó linh hồn ông đã chu du tới một đất nước xa xôi để giúp vua Hotu Matu'a tìm kiếm một vùng đất mới. Trong giấc mơ, linh hồn ông đã du hành tới Mata ki te rangi (Đôi mắt ngắm nhìn bầu trời). Hòn đảo cũng được gọi là "Te pito o te henua", nghĩa là "trung tâm thế giới". Cả hai tên gọi của hòn đảo này nói chung được coi là đảo Phục Sinh.
Khi Hau-Maka tỉnh dậy, ông kể điều này với nhà vua. Khi đó nhà vua ra lệnh cho 7 người du hành từ Hiva tới hòn đảo để thăm dò. Sau khi tìm ra vùng đất họ đã quay trở lại Hiva. Nhà vua cùng các thần dân đã du hành tới hòn đảo mới này.

## Các giả thuyết và mâu thuẫn

### Tuʻu ko Iho
Sự tương tự của tên gọi với tên vị thần sáng lập Mangareva là Atu Motua ("Ông tổ") làm cho một số sử gia đặt nghi vấn cho rằng Hotu Matuʻa được thêm vào thần thoại đảo Phục Sinh chỉ trong thập niên 1860, cùng với khi chấp nhận tiếng Mangareva. Người sáng lập "thật sự" có lẽ là Tuʻu ko Iho, người chỉ là nhân vật phụ trong các truyền thuyết nghiêng về phía Hotu Matuʻa.

### Niên đại của những cuộc định cư đầu tiên
Có sự không chắc chắn đáng kể liên quan tới độ chính xác của truyền thuyết này cũng như niên đại của sự định cư. Các tài liệu đã xuất bản gợi ý rằng hòn đảo có người ở từ khoảng năm 300-400, hay khoảng vào thời gian có những cư dân đầu tiên tại Hawaii. Một số nhà khoa học cho rằng đảo Phục Sinh đã không có người ở mãi cho tới tận khoảng năm 700-800. Khoảng niên đại này dựa trên các tính toán ngôn ngữ niên đại học và dựa vào 3 niên đại cacbon phóng xạ từ các mẫu than củi dường như đã được tạo ra từ các hoạt động chặt phá rừng, trong khi một ngiên cứu gần đây, với các niên đại cacbon phóng xạ từ những gì được cho là các vật liệu có rất sớm, chứng minh rằng hòn đảo chỉ có người tới ở từ khoảng năm 1200. Điều này dường như được hỗ trợ bởi thông tin gần đây về chặt phá rừng trên đảo có lẽ cũng đã bắt đầu vào cùng khoảng thời gian này. Bất kỳ hoạt động sớm hơn nào của con người dường như là có ảnh hưởng không đáng kể hoặc nhỏ.

### Nam Mỹ hay Polynesia
Nhà dân tộc học Na Uy Thor Heyerdahl đã chỉ ra nhiều nét tương đồng văn hóa giữa đảo Phục Sinh và các nền văn hóa thổ dân Nam Mỹ mà ông cho rằng có thể phát sinh từ một số người định cư đến từ phía lục địa. Theo những truyền thuyết địa phương, một nhóm người không rõ nhưng có tai dài, gọi là hanau eepe đã tới hòn đảo chỉ một thời gian ngắn sau người Polynesia, đem theo kỹ nghệ chạm khắc đá và cố gắng nô dịch hóa người Polynesia bản xứ. Một số phiên bản sớm hơn của truyền thuyết lại coi hanau epe như là các cư dân gốc còn người Polynesia là người di cư đến muộn hơn từ Oparo. Những ngờ vực của đôi bên đã biến thành vụ va chạm dữ dội, hanau eepe đã bị lật đổ và trừ khử, chỉ còn một người sống sót. Miêu tả đầu tiên về nhân khẩu học trên đảo của Jacob Roggeveen năm 1722 vẫn cho rằng dân cư trên đảo bao gồm 2 nhóm dân tộc khác biệt, một rõ ràng là người Polynesia còn nhóm kia là "người da trắng" với các dái tai dài tới mức họ có thể buộc chúng vào phía sau cổ. Roggeveen cũng lưu ý rằng một số người dân trên đảo "có vóc người to lớn". Một người Tây Ban Nha khi tới đảo này năm 1770 cũng đã chứng kiến tầm vóc cao lớn của người dân trên đảo, khi ông đo được họ cao từ 196 tới 199 cm.
Một thực tế là khoai lang, một loại lương thực cơ bản của người Polynesia, và một vài loại cây trồng khác - tới 12 loại tại đảo Phục Sinh - có nguồn gốc Nam Mỹ chỉ ra rằng có thể đã từng có sự tiếp xúc nào đó trong quá khứ giữa hai nền văn hóa. Hoặc là người Polynesia đã du hành tới Nam Mỹ và quay trở về, hoặc là các loại bè mảng bằng gỗ balsa (Ochroma pyramidale) của người Anh điêng đã trôi dạt tới Polynesia, có lẽ là do không thể quay trở về vì các kỹ năng hàng hải kém phát triển hơn của họ hay do thuyền bè dễ vỡ, hoặc là do cả hai điều này. Các mối liên hệ gốc gác Polynesia tại Nam Mỹ được ghi nhận trong thổ dân Anh điêng Mapuche ở trung và nam Chile. Tên gọi gốc Polynesia cho một hòn đảo nhỏ là Sala y Gómez (Manu Motu Motiro Hiva, "Đảo chim trên đường tới miền đất xa xăm") ở phía đông đảo Phục Sinh cũng được nhìn nhận như là gợi ý cho rằng Nam Mỹ đã từng được biết đến trước khi có các tiếp xúc với người châu Âu. Điều làm phức tạp thêm tình hình là ở chỗ từ Hiva ("vùng đất xa xăm") cũng là tên gọi của vùng đất quê hương theo truyền thuyết của người dân trên đảo. Sự khẳng định không thể giải thích được về nguồn gốc phương đông đối với những cư dân đầu tiên đã từng được nhiều người dân trên đảo nhất trí trong những miêu tả đầu tiên.
Khảo cổ học chính thống hoài nghi về bất kỳ ảnh hưởng phi Polynesia nào đối với giai đoạn tiền sử của hòn đảo, mặc dù các cuộc thảo luận này mang tính chất chính trị. Phân tích trình tự DNA đối với các cư dân hiện tại đang sinh sống trên đảo Phục Sinh (một công cụ không có vào thời Heyerdahl) đưa ra chứng cứ mạnh mẽ nghiêng về phía nguồn gốc Polynesia. Tuy nhiên, do chỉ có rất ít cư dân đảo đã sống sót qua những cuộc vây bắt nô lệ trong thế kỷ 19, bệnh dịch và trục xuất (có lẽ chỉ 0,25% của dân số khi đông nhất), nên chứng cứ này phụ thuộc vào việc những người sống sót đại diện cho bao nhiêu phần trăm dân số nói chung của Rapanui.